# Ulf Bilting
Ulf Jonas Bilting, född 8 april 1955 i Lidköping, är en svensk datalog, läromedelsförfattare och datormusiker.

## Biografi
Ulf Bilting arbetade i början av 1980-talet som forskningsassistent på Chalmers tekniska högskola i Göteborg där han hade ansvar för universitetsnätverket Sunet. Under en konferens hade han träffat amerikanska forskare som arbetade för att även icke-militära institutioner skulle få möjlighet att koppla upp sig till det amerikanska nätverket ARPANET. De frågade om Bilting var intresserad av att koppla upp Chalmers mot nätet. I juni 1984 rekvirerade han Sveriges första Sverige IP-adress, 192.5.50.0. och lyckades via en X.25-anslutning koppla upp sig till Arpanet, som senare utvecklades till internet. Bilting kan således sägas vara den som anslöt Sverige till det som sedermera utvecklades till internet.
Vid sidan av undervisning och konsultuppdrag har han ägnat sig åt experimentell datormusik, bland annat tillsammans med den framlidne polske kompositören Zbigniew Karkowski och den svenska konstnärsduon Phauss.

## Läromedel
- 1987 – Vägen till C (tillsammans med Jan Skansholm), Studentlitteratur
- 2005 – Designmönster för programmerare, Studentlitteratur

## Musikalbum
- 1988 – Bilting-Karkowski: Bad·Bye Engine (Radium 226.05)
- 1992 – Phauss-Karkowski-Bilting: Phauss-Karkowski-Bilting (Silent)